# Sornzig-Ablaß
Sornzig-Ablaß – dzielnica miasta Mügeln w Niemczech, w kraju związkowym Saksonia, w okręgu administracyjnym Lipsk, w powiecie Nordsachsen.
Do 31 grudnia 2010 samodzielna gmina